# Оксокислоты

Кетокислоты, сверху вниз: пировиноградная, ацетоуксусная и левулиновая кислоты

Оксокислоты, или кетокислоты — гетерофункциональные соединения, содержащие карбоксильную и карбонильную (альдегидную или кетонную) группы. В зависимости от взаимного расположения этих групп различают α-, β-, γ- и т. д. оксокарбоновые кислоты.
Некоторые α- и β-кетокислоты занимают центральное место в процессах метаболизма. Примерами кетокислот являются пировиноградная и ацетоуксусная кислоты. Кетокислоты обладают химическими свойствами как кетонов, так и карбоновых кислот.

## Методы получения
Для получения оксокислот применимы обычные методы введения карбоксильной (-СООН) и оксогрупп (=O). Специфический метод синтеза β-кетокислот — сложноэфирная конденсация. α-Кетокислоты получают окислением α-гидроксикислот.

## Химические свойства
Оксокислоты вступают в реакции, характерные для карбоксильной и карбонильной групп. Отличительная черта оксокислот — лёгкость, с которой протекает их декарбоксилирование.
α-оксокислоты легко отщепляют СO2 и СО при нагревании в присутствии серной кислоты.
β-оксокислоты неустойчивы и самопроизвольно декарбоксилируются с образованием кетонов.
{\displaystyle {\mathsf {CH_{3}COCH_{2}COOH\rightarrow CH_{3}COCH_{3}+CO_{2}}}}

## Таутомерия
β-оксокислоты и их эфиры обладают специфическими свойствами, которые связаны с их повышенной СН-кислотностью. Повышенная подвижность протонов метиленовой группы обусловлена электроноакцепторным влиянием двух карбонильных групп.
β-оксокислоты существуют в виде двух таутомерных форм: кетонной и енольной, причем содержание енольной формы в равновесной смеси значительное. Енольные формы дополнительно стабилизируются за счет наличия в них системы сопряженных p -связей и внутримолекулярной водородной связи.

## Представители
Глиоксиловая кислота: содержится в незрелых фруктах. Является промежуточным продуктом в ферментативном глиоксилатном цикле.
Пировиноградная кислота (соли — пируваты): центральное соединение в цикле трикарбоновых кислот. Промежуточный продукт при молочнокислом и спиртовом брожении углеводов.
Ацетоуксусная кислота: образуется в процессе метаболизма высших жирных кислот и как продукт окисления бета-гидроксимасляной кислоты накапливается в организме больных диабетом.
Щавелевоуксусная кислота: промежуточное соединение в цикле трикарбоновых кислот. Образуется при окислении яблочной кислоты и превращается далее в лимонную. При переаминировании даёт аспарагиновую кислоту.
α-Кетоглутаровая кислота: участвует в цикле трикарбоновых кислот и является предшественником важных аминокислоты — глутаминовой и γ-аминомасляной.